# Leptocybe invasa

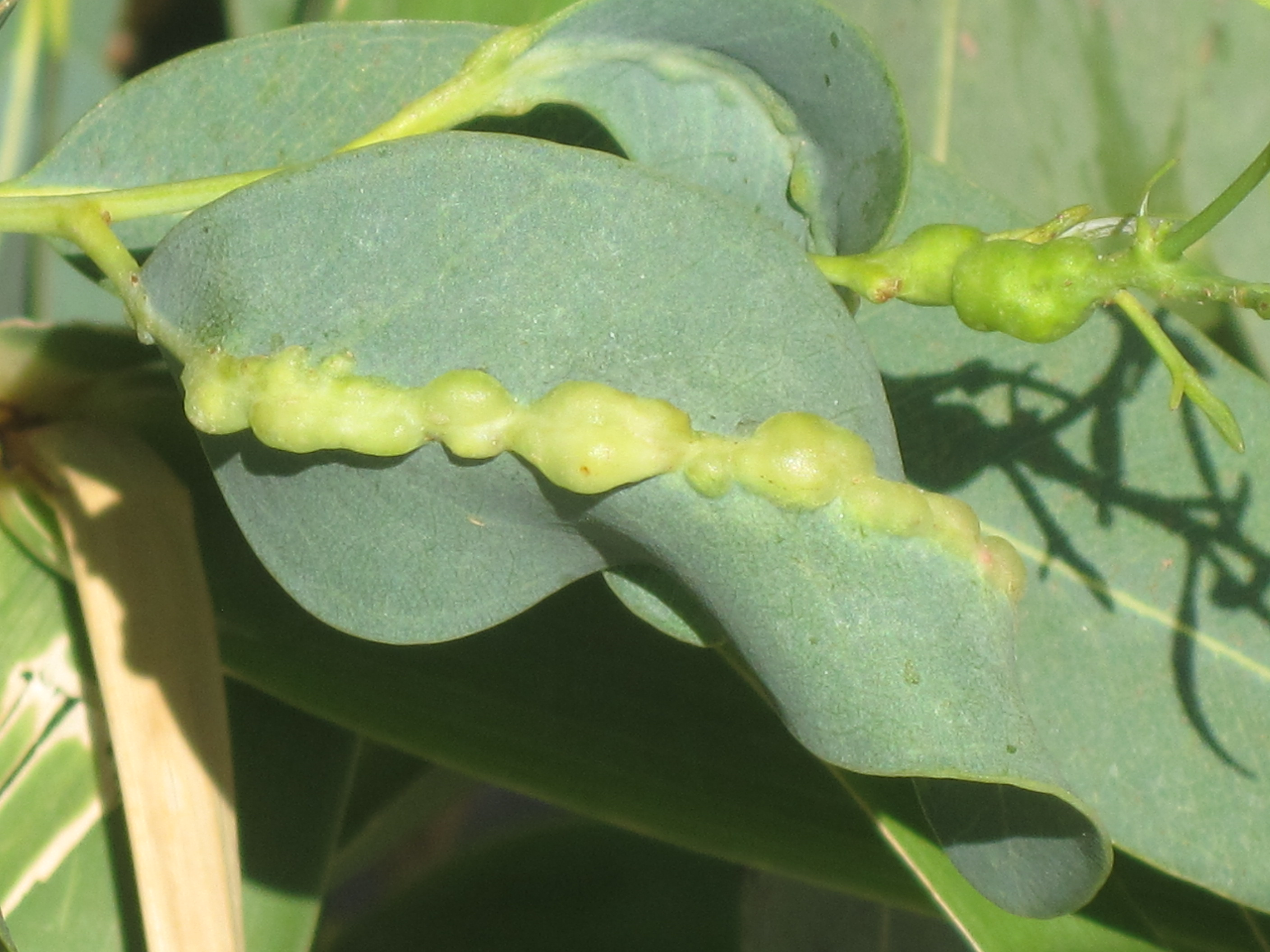
Галлы на эвкалипте

Leptocybe invasa (лат.) — вид паразитических наездников, единственный в составе рода Leptocybe из семейства Eulophidae (Chalcidoidea) отряда перепончатокрылые насекомые. Инвазивный вредитель, вызывает образование галлов на эвкалиптах.

## Распространение
Австралия, Евразия, Африка, Северная и Южная Америка. Инвазивный вид, расселившийся по всем материкам.
В Мексике обнаружен на высоте ≈2240 м.
К 2014 году обнаружен в 34 странах мира, в том числе:
- Африка: Алжир (2000), Египет (2001), Эфиопия (2002), Марокко (2001), Мозамбик (2011), ЮАР (2007), Танзания (2005)[6], Тунис (2004), Зимбабве (2007), Кения (2002), Уганда (2002)[7][8]
- Азия и Океания: Вьетнам (2002), Индия (2001), Камбоджа, Китай (2007), Лаос (2008), Таиланд (2006),
- Европа: Италия (2000), Франция (Корсика 2004; материк — 2005), Греция (2004), Португалия (2005), Испания (2004), Великобритания (2006)
- Латинская Америка и Карибский бассейн: Аргентина (2009)[9], Чили (2010), Бразилия (2007)[10], Парагвай (2014)[11]
- Ближний Восток: Ирак, Израиль (2000), Иран (2000), Иордания (2001), Ливан, Сирия (2001), Турция (2001)
- Северная Америка: США (2008)

## Описание
Мелкие наездники-эвлофиды, длина тела у самок 1,1—1,4 мм. Основная окраска тела самок коричневая с сине-зелёным металлическим отблеском. Передние тазики жёлтые, средние и задние тазики по цвету сходные с телом; ноги и лапки жёлтые, последний членик лапок апикально коричневый. Скапус усиков жёлтый (затемнённый к вершине); жгутик и булава коричневые. Булава усиков состоит из 3 члеников. Жгутик 3-члениковый. Педицель длинный, равен половине длины скапуса.
Галлообразователи на эвкалиптах (Euclayptus).
Среди растений-хозяев такие виды: эвкалипт гроздевидный (Eucalyptus botryoides), эвкалипт Бриджеса (E. bridgesiana), эвкалипт шаровидный (E. globulus), эвкалипт Ганна (E. gunnii), эвкалипт большой (E. grandis), E. robusta, эвкалипт ивовый (E. saligna), E. tereticornis, эвкалипт прутовидный (E. viminalis).

## Значение
L. invasa атакует несколько видов эвкалиптов и гибридных клонов, вызывая образование галлов на листьях, черешках и однолетних ветвях, что снижает жизнеспособность растений и влияет на их рост, что может нанести серьезный экономический ущерб.
В 2005 году наездник был впервые обнаружен в Мексике на эвкалипте камальдульском (Eucalyptus camaldulensis). Около 2,6 % деревьев E. camaldulensis, исследованных в Мехико, были заражены примерно на 27 % веток. Кроме того, 25 % листьев имели галлы, в среднем 23,5 ± 4,8 галла на ветке длиной около 20 см.

## Борьба и контроль
Возможными агентами биологическими контроля L. invasa могут стать три вида перепончатокрылых паразитоида: Quadrastichus mendeli, Aprostocetus causalis и Megastigmus viggianii. Вид наездников Quadrastichus mendeli имеет короткий период развития. Наездник Selitrichodes neseri это видоспецифический паразитоид L. invasa, который был обнаружен в Австралии в 2004 году и была показана его потенциальная роль в биологическом контроле.